# Damasen
Damasen was een goedaardige reus uit de Griekse mythologie. Hij wordt beschreven door de 5e-eeuwse dichter Nonnus van Panopolis in diens werk Dionysiaca. Hoewel Nonnus de enige is die het verhaal over Damasen heeft verteld, zal hij zich hebben gebaseerd op oudere, Lydische verhalen en op boekwerken als de Naturalis Historia van Plinius de Oudere. Er zitten overeenkomsten tussen het verhaal van Damasen en andere Griekse mythologische helden als Herakles, die ook een Lydische slang versloeg.
Volgens het verhaal was Damasen de zoon van Gaea en dus een van de Giganten. Zijn naam is afkomstig van het Griekse werkwoord voor 'onderwerpen'. Damasen leefde in Lydië, het huidige westen van Turkije. Nadat Tylos door de slang was vermoord, vroeg Moria aan Damasen om de dood van haar broer te wreken. Damasen rukte een boom uit de grond en doodde de slang. De vrouwelijke metgezel van de slang wist hem echter weer tot leven te wekken met een speciaal kruid dat de doden kan laten herrijzen. Ook Moria gebruikte daarna dat kruid en liet zo haar broer Tylos weer uit de dood opstaan.